# Vayres, Haute-Vienne
Vayres är en kommun i departementet Haute-Vienne i regionen Nouvelle-Aquitaine i västra Frankrike. Kommunen ligger i kantonen Rochechouart som tillhör arrondissementet Rochechouart. År 2022 hade Vayres 708 invånare.

## Befolkningsutveckling
Antalet invånare i kommunen Vayres
| Referens: INSEE |